# Darcy Bourne
Pour les articles homonymes, voir Bourne.
Darcy Bourne née le 13 octobre 2001, est une joueuse de hockey sur gazon britannique. Elle évolue au poste d'attaquante à Surbiton et avec les équipes nationales anglaise et britannique,,,.

## Biographie
Darcy fait ses études au Wellington College à Crowthorne.

## Carrière
Elle a fait ses débuts le 19 février 2022 avec l'équipe première anglaise contre l'Argentine à Buenos Aires lors de la Ligue professionnelle 2021-2022.